# (483) Seppina
(483) Seppina es un asteroide perteneciente al cinturón exterior de asteroides descubierto el 4 de marzo de 1902 por Maximilian Franz Wolf desde el observatorio de Heidelberg-Königstuhl, Alemania.
Está nombrado por el perro del descubridor.